# یوتیوب
یوتیوب (به انگلیسی: YouTube) یک پلتفرم سرویس اشتراک ویدئو است. یوتیوب دومین وبگاه پرطرفدار جهان، پس از گوگل و پیش از فیس‌بوک، بزرگ‌ترین شاخهٔ گوگل است که در نوار ابزار این وبگاه دیده می‌شود.
یوتیوب معروف‌ترین وبگاه بارگذاری و تماشای ویدئو است که توسط سه کارمند پیشین پی‌پل در فوریه ۲۰۰۵ ایجاد شد. چاد هرلی، استیو چن، و جاوید کریم پس از موفقیت‌های وبگاه فلیکر، تصمیم به ایجاد یوتیوب گرفتند.
محل این شرکت در سان برونو، کالیفرنیا است. این سایت به کاربران اجازه بارگذاری، مشاهده و اشتراک‌گذاری ویدئو را می‌دهد و با استفاده از تکنولوژی ادوبی فلش ویدئو و اچ‌تی‌ام‌ال۵، انواع ویدئوها مانند کلیپ‌های فیلم، تلویزیون و موسیقی و همچنین ویدئوهای وبلاگ‌ها، اورجینال کوتاه و آموزشی را نمایش می‌دهد. این وبگاه قابلیت پشتیبانی از ویدئوهای فیلم سه‌بعدی و آناگلیف را دارد و با فرمت‌های مختلفی از جمله فلش ویدئو سازگاری دارد. ویدئوهای این شرکت را می‌توان در پلی‌استیشن ۳، پلی استیشن ۴، وی و ایکس‌باکس لایو نیز تماشا کرد. نسخهٔ تلفن همراه این وبگاه به صورت یک نرم‌افزار بر روی پلت‌فرم اندروید و IOS نیز در دسترس است.
ویدئوی «بچه کوسه» پربازدیدترین ویدئو در یوتیوب است که تا ژوئیه۲۰۲۴، بیش از ۱۴/۷۵۰ میلیارد بار بازدید شد. ویاکوم از شرکت‌های علیه یوتیوب بود، که با رأی دادگاه به منظور انتشار ویدئوهای خصوصی‌اش در این وبگاه، ۱ میلیارد دلار از یوتیوب خسارت گرفت. این وبگاه مجهز به سیستم تشخیص حق تکثیر است و ویدئوهای نقض حق تکثیر را بر روی وبگاه منتشر نمی‌کند. با این‌حال این سامانه گاهی دچار اشتباه می‌شود.
بیشتر ویدئوهای این شرکت توسط افراد عادی و بعضی از ویدئوها توسط شرکت‌ها و رسانه‌هایی مانند سی‌بی‌اس، بی‌بی‌سی، هولو، ویوو و برخی سازمان‌های دیگر و برخی توسط خود یوتیوب بارگذاری شوند. افراد ثبت‌نام کرده می‌توانند ویدئوها را در کانال خود بارگذاری کنند. کاربران ثبت‌نام شده تنها در صورتی که بیش از ۱۸ سال سن داشته باشند، اجازهٔ بارگذاری ویدئوهایی با محتوای دارای محدودیت را دارند. یوتیوب به‌صورت یک شرکت ال‌ال‌سی پایه‌گذاری شد و در نوامبر ۲۰۰۶، توسط شرکت گوگل با قیمت ۱٫۶۵ میلیارد دلار آمریکا خریداری شد و هم‌اکنون از شاخه‌های گوگل است.
یوتیوب از سال ۲۰۰۵، به شکل دوره‌ای در ایران فیلتر می‌شد؛ ولی پس از پخش ویدئوهای مربوط به اعتراضات مردم ایران به نتایج انتخابات ریاست جمهوری ۱۳۸۸ در ایران، به‌طور دائمی فیلتر شد.
در سال ۲۰۱۰ پس از کناره‌گیری چاد هرلی از سمت مدیریت عامل یوتیوب، سالار کمانگر، یکی از ایرانیان آمریکا به‌عنوان مدیر عامل یوتیوب منصوب شد.

## پیشینه

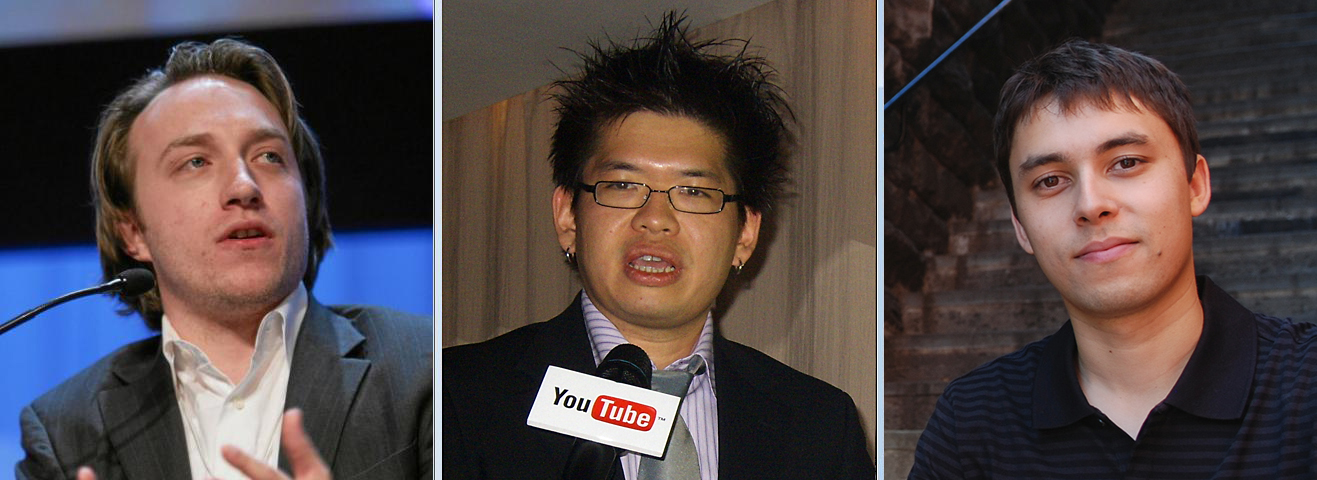
از راست به چپ: جاوید کریم، استیو چن و چاد هرلی

یوتیوب توسط چاد هرلی، استیو چن و جاوید کریم پایه‌گذاری شد که هر سه از کارمندان شرکت پی‌پل بودند. هرلی در دانشگاه ایندیانا در پنسیلوانیا درس طراحی می‌خواند. در حالی که چن و کریم در دانشگاه ایلی‌نوی در اوربانا دانش کامپیوتر را فرا می‌گرفتند.
آن‌ها پس از موفقیت وبگاه فلیکر برای بارگذاری عکس، تصمیم گرفتند وبگاهی برای بارگذاری ویدئو ایجاد کنند و به همین منظور، در آپارتمان چن در سان‌فرانسیسکو میهمانی شام برگزار کردند و در این‌باره بحث کردند.
اولین ویدئوی بارگذاری‌شده در یوتیوب به نام من در باغ‌وحش، جاوید کریم را در باغ‌وحش سن دیگو نشان می‌دهد. این ویدئو در ۲۳ آوریل ۲۰۰۵ به وبگاه یوتیوب ارسال شد و هنوز هم می‌توان آن را تماشا کرد.

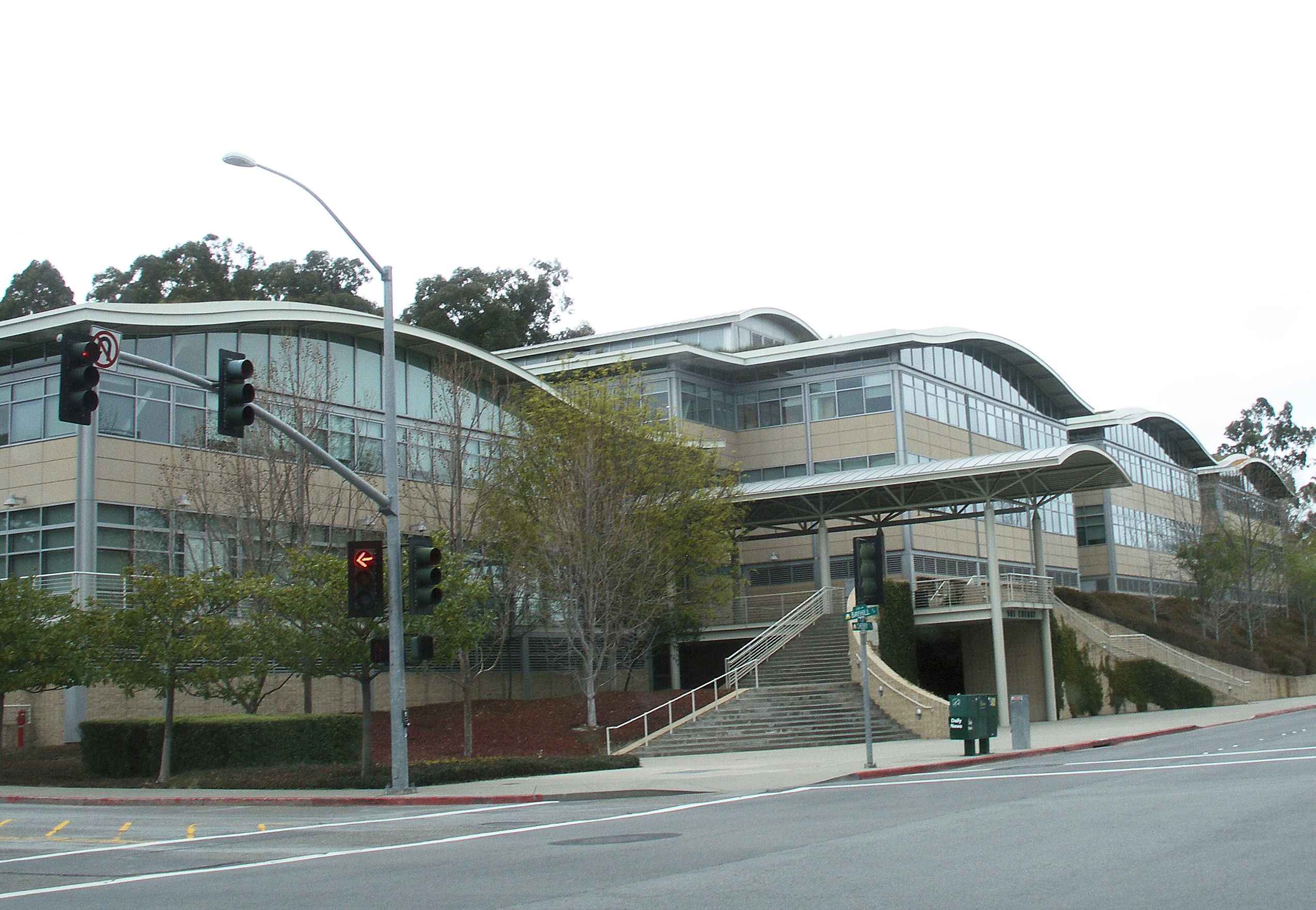
مقر فعلی یوتیوب در سان برونو، کالیفرنیا

یوتیوب عمومی در مه سال ۲۰۰۵، شش ماه پیش از راه‌اندازی رسمی در نوامبر ۲۰۰۵ ارائه شد. این وبگاه به سرعت رشد کرد و در ژوئیه سال ۲۰۰۶، اعلام شد که در هر روز در یوتیوب بیش از ۶۵٬۰۰۰ ویدئو بارگذاری می‌شود و ۱۰۰ میلیون بار مورد بازدید قرار می‌گیرد. با توجه به آمار ارائه‌شده توسط شرکت تحقیقات بازار کام اسکور، یوتیوب بهترین وبگاه بارگذاری ویدئو در ایالات متحده آمریکا است و ۴۳٪ مردم این کشور، ویدئوهای خود را در این وبگاه بارگذاری می‌کنند و در مه سال ۲۰۱۰، ۱۴ میلیارد فیلم در یوتیوب بارگذاری شده است. در هر دقیقه، حدود ۶۰ ساعت ویدئو در یوتیوب بارگذاری می‌شود که حدود سه چهارم این ویدئوها را مردم ایالات متحده آمریکا بارگذاری می‌کنند. وبگاه یوتیوب در ماه ۸۰۰ میلیون کاربر منحصربه‌فرد دارد. بر اساس رتبه‌بندی وبگاه الکسا، یوتیوب پیش از فیس‌بوک و گوگل و پس از یاهو!، سومین وبگاه پربازدید اینترنت است.
به علت شباهت زیاد وبگاه لولهٔ جهانی و تجهیزات (www.utube.com) به وبگاه یوتیوب (www.youtube.com)، لولهٔ جهانی و تجهیزات از یوتیوب شکایت کرد و قرار بر این شد که www.utube.com به www.utubeonline.com تغییر نام دهد. با توجه به آمار خیرهٔ‌کننده یوتیوب، شرکت گوگل در اکتبر سال ۲۰۰۶، پیشنهاد داد که قصد دارد یوتیوب را به قیمت ۱٫۶۵ میلیارد دلار بخرد. تا این که این قرارداد در ۱۳ نوامبر ۲۰۰۶ قطعی شد و یوتیوب با ۱٫۶۵ میلیارد دلار به گوگل فروخته شد.

## فناوری‌های ویدئویی

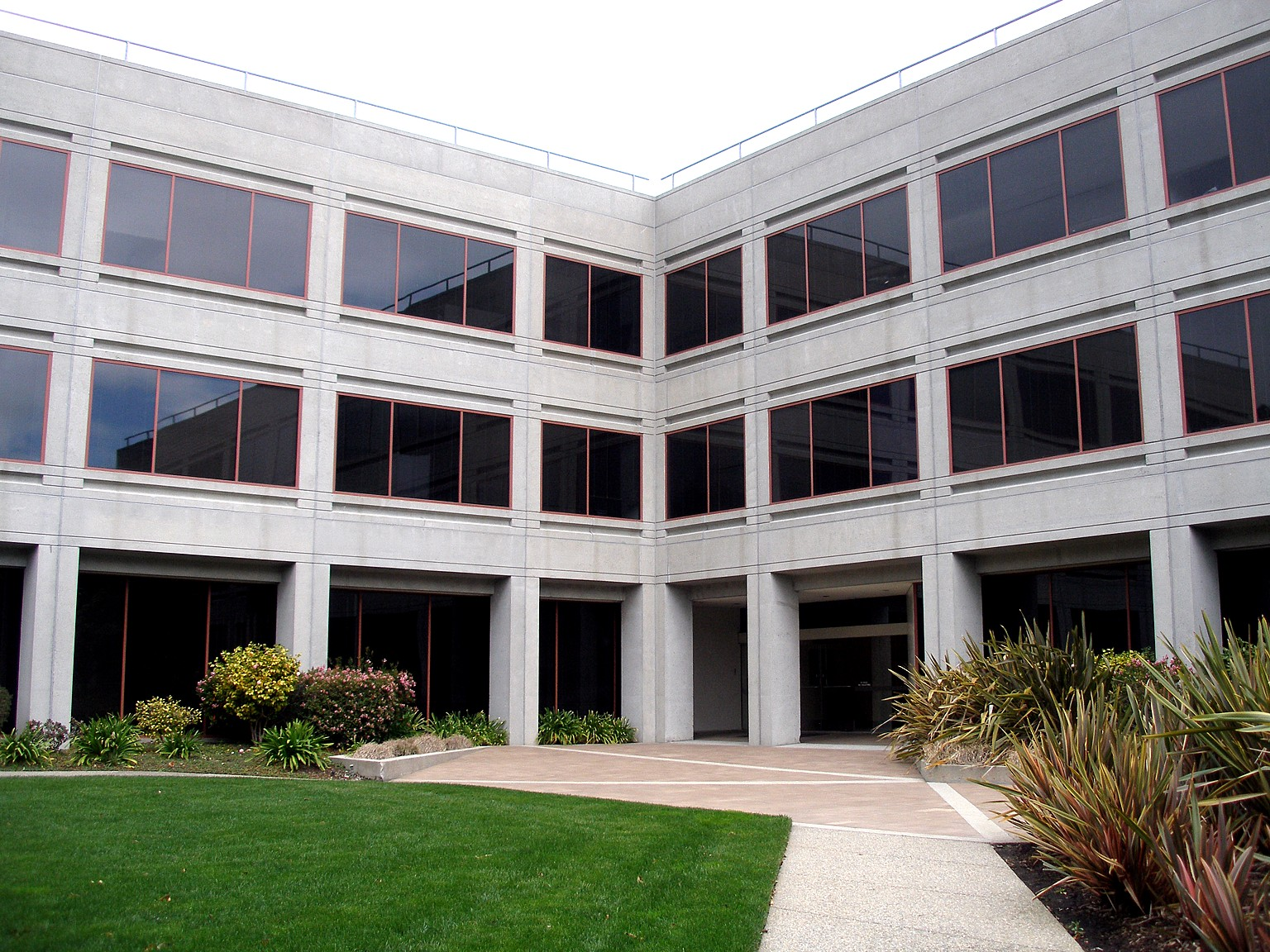
اداره‌ها و دفترهای یوتیوب در سان برونو، کالیفرنیا، پس از خریداری توسط گوگل

### پخش
در ابتدا تماشای فیلم‌های یوتیوب بر روی یک رایانه شخصی کار آسانی نبود و نیاز به نصب ادوبی فلش پلیر بر روی مرورگرهای وب بود. البته گوگل با تولید مرورگر وب گوگل کروم، این اجازه را به کاربران اینترنت داده است که با این مرورگر به صورت مستقیم و بدون هیچ دردسری ویدئوهای یوتیوب را تماشا کنند. مرورگر وب اپرا نیز این قابلیت را دارد. آدوبی فلش پلیر یکی از شایع‌ترین نرم‌افزارها بر روی رایانه‌های شخصی می‌باشد که از فرمت فلش ویدئو پشتیبانی و ویدئوهای یوتیوب را پخش می‌کند.
در ژانویه ۲۰۱۰، نسخه‌ای آزمایشی از یوتیوب راه‌اندازی شد که از مرورگرهایی که با اچ‌تی‌ام‌ال۵ سازگاری دارند، پشتیبانی می‌کند و اجازه می‌دهد بدون هیچ نرم‌افزاری مانند آدوبی فلش پلیر، فیلم‌های یوتیوب را تماشا کنند. از این مرورگرهای وب می‌توان به گوگل کروم و اپرا اشاره کرد که اینترنت اکسپلورر فاقد این قابلیت است. وبگاه یوتیوب دارای صفحه‌ای است که اجازه می‌دهد مرورگر وب از اچ‌تی‌ام‌ال۵ پشتیبانی کند. مرورگرهایی که با استفاده از فرمت‌های اچ.۲۶۴/امپگ-۴ ای‌وی‌سی یا وب‌ام از اچ‌تی‌ام‌ال۵ پشتیبانی می‌کنند، می‌توانند همهٔ فیلم‌های یوتیوب را پخش کنند.

### بارگذاری (آپلود کردن)

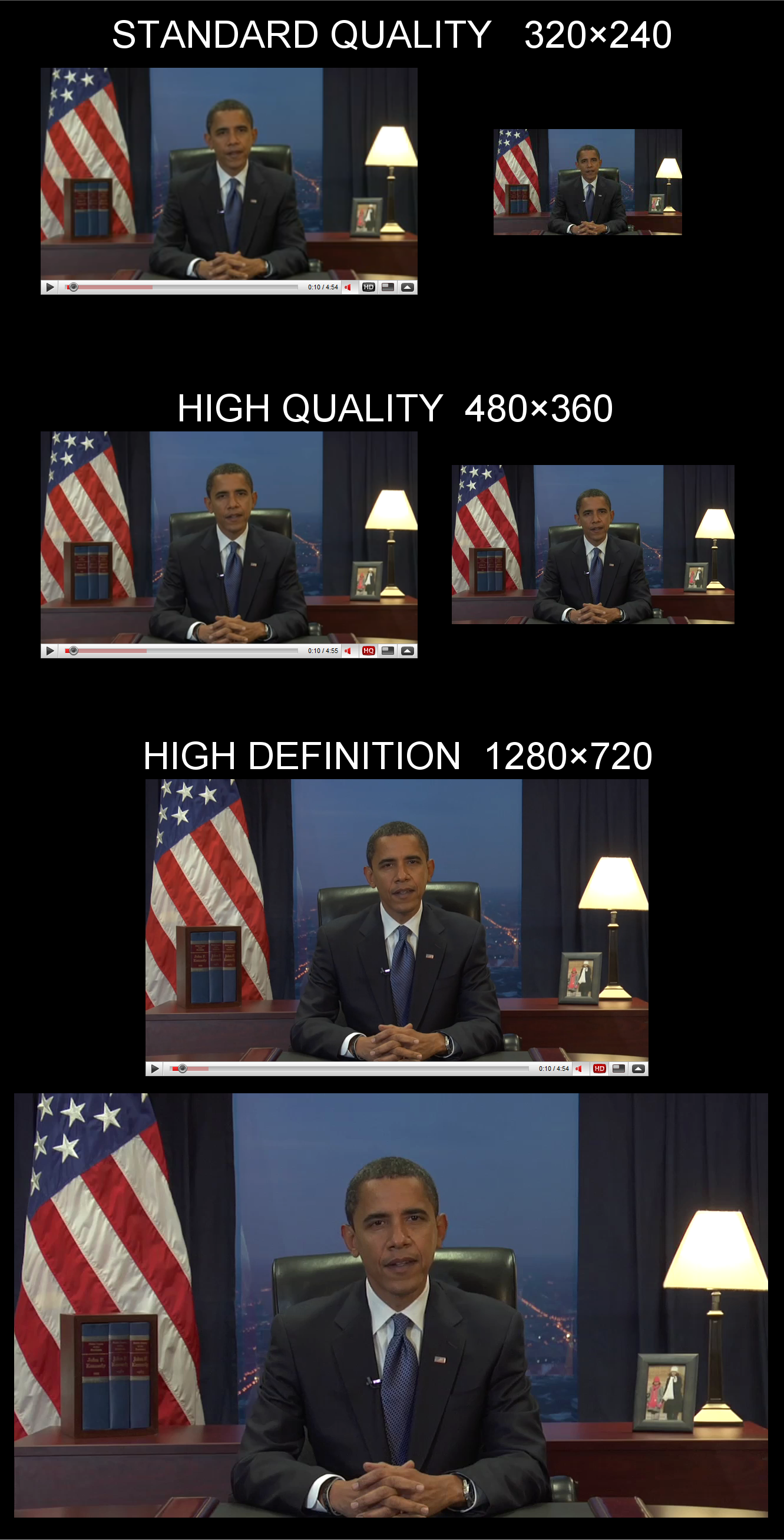
مقایسهٔ کیفیت‌هایی که یوتیوب ارائه می‌دهد.

همهٔ کاربران یوتیوب می‌توانند ویدئوهای تا ۱۵ دقیقه را بارگذاری کنند. پس از تأیید حساب کاربر که به‌طور معمول به وسیلهٔ یک تلفن همراه قابل انجام است، کاربر تأیید شده می‌تواند ویدئوهایی تا ۱۲ ساعت را بارگذاری کند. هنگام تأسیس یوتیوب در سال ۲۰۰۵، امکان بارگذاری ویدئوها را تا مدت‌های طولانی داشت تا این که به علت بارگذاری غیرمجاز و کپی از برنامه‌های تلویزیونی و فیلم‌ها، یوتیوب در ماه مارس سال ۲۰۰۶، حد مجاز بارگذاری ویدئوها را ۱۰ دقیقه کرد. در ژوئیه ۲۰۱۰، این ۱۰ دقیقه به ۱۵ دقیقه افزایش یافت. در سال ۲۰۲۱ حد مجاز حجم بارگذاری ویدئوها در یوتیوب ۱۲۸ گیگابایت است.
یوتیوب برای بارگذاری ویدئوها از انواع فرمت‌های موجود مانند MKV, MP4، AVI, DIVX، FLV، MPEG4، OGG، MPG، و VOB پشتیبانی می‌کند. همچنین از فرمت 3GP پشتیبانی می‌کند و اجازه می‌دهد ویدئوها به تلفن همراه ارسال شود. فیلم‌ها در یوتیوب، با اسکن پیشرونده یا درهم‌بافی اسکن می‌شود؛ اما برای بهترین کیفیت ویدئو، یوتیوب پیشنهاد می‌کند که فیلم‌ها پیش از بارگذاری، ازهم‌کافته شوند. همهٔ فرمت‌های ویدئویی در این وبگاه با استفاده از اسکن پیشرونده است.

### کیفیت و کدها
یوتیوب در ابتدا فیلم‌های خود را با کیفیت پایین و با وضوح ۲۴۰×۳۲۰ پیکسل و با استفاده از کد سورنسون که یک نوع H.263 است، نمایش می‌داد. این کار مشکلاتی به‌وجود آورد؛ مثلاً فیلم‌ها با تک‌های صوتی پخش می‌شدند. در ژوئن ۲۰۰۷، یوتیوب گزینه‌ای را برای نمایش ویدئوها در فرمت ۳GP درست کرد که کاربران اینترنت با تلفن‌های همراه هم بتوانند فیلم‌های این وبگاه را تماشا کنند. در نوامبر ۲۰۰۸، یوتیوب پشتیبانی از ۷۲۰ پیکسل اچ‌دی را در دستور کار خود قرار داد. در زمان راه‌اندازی ۷۲۰ پیکسل، نسبت دید کاربران از ۳×۴ به صفحهٔ عریض ۹×۱۶ تغییر یافت. با استفاده از این ویژگی‌های جدید، یوتیوب راه‌اندازی H.264/MPEG-4 AVC را آغاز کرد که به‌طور پیش‌فرض فرمت‌های ویدئویی را فشرده‌سازی می‌کرد. در نوامبر ۲۰۰۹، این وبگاه پشتیبانی از ۱۰۸۰ پیکسل اچ‌دی را هم در دستور کار خود قرار داد. در ژوئیه ۲۰۱۰، این وبگاه اعلام کرد که از فرمت ۴کی پشتیبانی خواهد کرد که اجازهٔ بارگذاری ویدئو با وضوح ۳۰۷۲×۴۰۹۶ را می‌دهد.
فیلم‌های یوتیوب در طیف وسیعی از کیفیت‌ها در دسترس هستند. نام استاندارد کیفیت (SQ)، کیفیت بالا (HQ) و کیفیت بسیار بالا (HD) هستند. به‌طور پیش‌فرض جریان ویدئویی در فرمت H.264/MPEG-4 AVC کدگذاری شده است و با صوت ای‌ای‌سی استریو است.
| مشخصات | مشخصات     | مشخصات     | مشخصات          | مشخصات       | مشخصات              | مشخصات  | مشخصات             |
| ------ | ---------- | ---------- | --------------- | ------------ | ------------------- | ------- | ------------------ |
| ارزش   | فرمت ویدئو | وضوح ویدئو | کد ویدئو        | مشخصات ویدئو | حجم ویدئو (مگابایت) | کد صوتی | حجم صوتی (مگابایت) |
| ۶      | فلش ویدئو  | ۲۷۰ پیکسل  | سورنسون اچ. ۲۶۳ | —            | ۰٫۸                 | ام‌پی۳   | ۶۴                 |
| ۵      | فلش ویدئو  | ۲۴۰ پیکسل  | سورنسون اچ. ۲۶۳ | —            | ۰٫۲۵                | ام‌پی۳   | ۶                  |
| ۱۳     | ۳جی‌پی      | —          | امپگ-۴ ویژوال   | —            | ۰٫۵                 | ای‌ای‌سی  | —                  |
| ۱۷     | ۳جی‌پی      | —          | امپگ-۴ ویژوال   | —            | ۲                   | ای‌ای‌سی  | —                  |
| ۱۸     | ام‌پی۴      | ۳۶۰ پیکسل  | اچ. ۲۶۴         | بیس‌لاین      | ۰٫۵                 | ای‌ای‌سی  | ۹۶                 |
| ۲۲     | ام‌پی۴      | ۷۲۰ پیکسل  | اچ. ۲۶۴         | بالا         | ۲–۲                 | ای‌ای‌سی  | ۱۵۲                |
| ۳۴     | فلش ویدئو  | ۳۶۰ پیکسل  | اچ. ۲۶۴         | صفحهٔ اصلی    | ۰٫۵                 | ای‌ای‌سی  | ۱۲۸                |
| ۳۵     | فلش ویدئو  | ۴۸۰ پیکسل  | اچ. ۲۶۴         | صفحهٔ اصلی    | ۰٫۸–۱               | ای‌ای‌سی  | ۱۲۸                |
| ۳۶     | ۳جی‌پی      | ۲۴۰ پیکسل  | امپگ-۴ ویژوال   | ساده         | ۰٫۱۷                | ای‌ای‌سی  | ۳۸                 |
| ۳۷     | ام‌پی۴      | ۱۰۸۰ پیکسل | اچ. ۲۶۴         | بالا         | ۳–۴٫۳               | ای‌ای‌سی  | ۱۵۲                |
| ۳۸     | ام‌پی۴      | ۳۰۷۲ پیکسل | اچ. ۲۶۴         | بالا         | ۳–۵٫۵               | ای‌ای‌سی  | ۱۵۲                |
| ۴۳     | وب‌ام       | ۳۶۰ پیکسل  | وی‌پی۸           | —            | ۰٫۵                 | ووربیس  | ۱۲۸                |
| ۴۴     | وب‌ام       | ۴۸۰ پیکسل  | وی‌پی۸           | —            | ۱                   | ووربیس  | ۱۲۸                |
| ۴۵     | وب‌ام       | ۷۲۰ پیکسل  | وی‌پی۸           | —            | ۲                   | ووربیس  | ۱۹۲                |
| ۴۶     | وب‌ام       | ۱۰۸۰ پیکسل | وی‌پی۸           | —            | —                   | ووربیس  | ۱۹۲                |
| ۸۲     | ام‌پی۴      | ۳۶۰ پیکسل  | اچ. ۲۶۴         | سه بعدی      | ۰٫۵                 | ای‌ای‌سی  | ۹۶                 |
| ۸۳     | ام‌پی۴      | ۲۴۰ پیکسل  | اچ. ۲۶۴         | سه بعدی      | ۰٫۵                 | ای‌ای‌سی  | ۹۶                 |
| ۸۴     | ام‌پی۴      | ۷۲۰ پیکسل  | اچ. ۲۶۴         | سه بعدی      | ۲–۲٫۹               | ای‌ای‌سی  | ۱۵۲                |
| ۸۵     | ام‌پی۴      | ۵۲۰ پیکسل  | اچ. ۲۶۴         | سه بعدی      | ۲–۲٫۹               | ای‌ای‌سی  | ۱۵۲                |
| ۱۰۰    | وب‌ام       | ۳۶۰ پیکسل  | وی‌پی۸           | سه بعدی      | —                   | ووربیس  | ۱۲۸                |
| ۱۰۱    | وب‌ام       | ۳۶۰ پیکسل  | وی‌پی۸           | سه بعدی      | —                   | ووربیس  | ۱۹۲                |
| ۱۰۲    | وب‌ام       | ۷۲۰ پیکسل  | وی‌پی۸           | سه بعدی      | —                   | ووربیس  | ۱۹۲                |

ارزش تقریبی بر اساس داده‌های آماری است.

### فیلم‌های ۳ بعدی
در یک ویدئوی منتشر شده در ۲۱ ژوئیه ۲۰۰۹، مهندس نرم‌افزار یوتیوب، پیتر بردشاو اعلام کرد که کاربران یوتیوب هم‌اکنون می‌توانند ویدئوهای ۳ بعدی بارگذاری کنند و این ویدئوها، با چندین روش، قابل نمایش به صورت ۳ بعدی هستند. ویدئوها در روش‌های مختلف، مانند آناگلیف مشترک (لنز فیروزه‌ای/ قرمز) و با عینک سه‌بعدی، به صورت ۳ بعدی قابل‌دیدن است. در مه ۲۰۱۱، یوتیوب در نسخهٔ جدید از خود اچ‌تی‌ام‌ال۵ را در دستور کار خود قرار داد و از پخش ویدئوهای ۳ بعدی پشتیبانی کرد و با کارت گرافیک ان‌ویدیا سه‌بعدی سازگار شد.
فیلم های ۳۶۰ درجه
یوتیوب در مارس ۲۰۱۵ (اسفند ۱۳۹۳)، پشتیبانی از ویدئوهای ۳۶۰ درجه را به پلتفرم خود اضافه کرد. این قابلیت به تولیدکنندگان محتوا امکان می‌دهد تا ویدئوهایی را بارگذاری کنند که نماهای کاملی از یک صحنه را از تمامی جهات (۳۶۰ درجه افقی و ۱۸۰ درجه عمودی) پوشش می‌دهند. این نوع ویدئوها معمولاً با دوربین‌های Omni-directional یا مجموعه‌ای از دوربین‌ها ضبط شده و سپس به فرمت Equirectangular (تصویر کروی مسطح‌شده) تبدیل می‌شوند.  می‌توانند در حین تماشای این ویدئوها، با کشیدن نشانگر ماوس روی کامپیوتر شخصی، یا حرکت دادن دستگاه‌های موبایل و تبلت خود، زاویه دیدشان را تغییر دهند و تجربه غوطه‌وری (Immersive) بیشتری را کسب کنند. یوتیوب همچنین امکان تماشای این ویدئوها را با استفاده از هدست‌های واقعیت مجازی (VR) مانند Google Cardboard یا Daydream فراهم آورده است که تجربه کاربری فراگیرتری را ارائه می‌دهد. هدف از افزودن این ویژگی، غنی‌سازی تجربه بصری کاربران و همگامی با فناوری‌های نوظهور در حوزه واقعیت مجازی بوده است.

### دسترسی به محتوا
یوتیوب این اجازه را به کاربران خود می‌دهد که در صورت تمایل، ویدئوها را خارج از یوتیوب بر روی صفحات وب، وب‌نوشت‌ها و شبکه‌های اجتماعی منتشر کنند. هر ویدئو در یوتیوب دارای یک کد اچ‌تی‌ام‌ال است که قابلیت انتشار ویدئو در وبگاه‌ها را ممکن می‌سازد. کدهای جاسازی و همچنین رتبه‌بندی و اظهار نظر، می‌تواند توسط مالک ویدئو غیرفعال شود.
یوتیوب همواره پیوند بارگیری ویدئوهای خود را ارائه نمی‌دهد و قصد دارد کاربران فقط تماشای این ویدئوها را در وبگاه تجربه کنند. پیوند بارگیری تعداد کمی از ویدئوها توسط برخی افراد مانند باراک اوباما، رئیس‌جمهور سابق ایالات متحده آمریکا در یوتیوب ارائه می‌گردد و می‌توان آن‌ها را با فرمت ام‌پی۴ بارگیری کرد. تعداد زیادی از وبگاه‌ها، برنامه‌های کاربردی، و مرورگرهای وب به کاربران اجازهٔ بارگیری ویدئوهای یوتیوب را می‌دهند. در فوریه ۲۰۰۹، یوتیوب اعلام کرد که خدمتی آزمایش کرده است که به برخی از همکاران اجازه می‌دهد ویدئوها را به صورت رایگان برای بارگیری بگذارند یا برخی از کاربران با پرداخت هزینهٔ ویدئو به Google، می‌توانند آن ویدئو را بارگیری کنند.

### سیستم عامل
برخی از تلفن‌های همراه هوشمند می‌توانند به ویدئوهای یوتیوب دسترسی پیدا کنند که وابسته به ارائه دهندهٔ آن است. از ژوئن ۲۰۰۷، تلفن‌های همراه با استفاده از جریان آرتی‌اس‌پی می‌توانند همهٔ ویدئوهای یوتیوب را تماشا کنند. همهٔ ویدئوهای این وبگاه، در نسخهٔ مخصوص تلفن همراه آن موجود است.
از ژوئن ۲۰۰۷، ویدئوهای یوتیوب برای دیدن بر روی طیف وسیعی از محصولات شرکت اپل در دسترس بوده است. ویدئوهای این وبگاه می‌تواند در دستگاه‌هایی مانند تلویزیون‌های اپل، آی پاد تاچ و آی‌فون نمایش داده شود. در ژوئیه ۲۰۱۰، نسخهٔ مخصوص وبگاه بر روی تلفن همراه به‌روزرسانی شد و در نسخهٔ جدید نیازی به استفاده از ادوبی فلش پلیر نیست و با استفاده از صفحهٔ لمسی کنترل می‌شود. نسخهٔ تلفن همراه به عنوان یک نرم‌افزار برای سیستم‌عامل اندروید نیز در دسترس است.
در ژوئیه ۲۰۰۸، سیستم به‌روز رسانی‌شده وبگاه اجازه داد تا کاربران آن به جستجوی ویدئوی مورد نظر خود بپردازند. در ژانویه ۲۰۰۹، «یوتیوب برای تلویزیون» راه‌اندازی شد که نسخه‌ای از وبگاه با این تفاوت که اجازه می‌دهد ویدئوهای یوتیوب در پلی‌استیشن ۳ و وی نمایش داده شوند. در ژوئن ۲۰۰۹، یوتیوب اکس‌ال معرفی شد که دارای یک رابط سادهٔ است که می‌تواند ویدئوهای یوتیوب را در تلویزیون نمایش دهد. ویدئوهای یوتیوب در ایکس‌باکس لایو نیز قابل‌دیدن هستند.

### بومی‌سازی
در ۱۹ ژوئن ۲۰۰۷، اریک اشمیت، مدیرعامل شرکت گوگل، در پاریس یک بومی‌سازی جدید راه‌اندازی کرد. رابط وبگاه یوتیوب با نسخه‌های محلی در ۴۵ کشور قرار دارد.
| بومی‌سازی | بومی‌سازی                         | بومی‌سازی                                | بومی‌سازی        | بومی‌سازی |
| -------- | -------------------------------- | --------------------------------------- | --------------- | -------- |
| شماره    | کشور                             | زبان                                    | تاریخ           |          |
| ۱        | ایالات متحده آمریکا و سراسر جهان | انگلیسی (آمریکایی)                      | ۱۵ فوریه ۲۰۰۵   |          |
| ۲        | برزیل                            | پرتغالی (برزیلی)                        | ۱۹ ژوئن ۲۰۰۷    |          |
| ۳        | فرانسه                           | فرانسوی                                 | ۱۹ ژوئن ۲۰۰۷    |          |
| ۴        | ایرلند                           | انگلیسی (ایرلندی)                       | ۱۹ ژوئن ۲۰۰۷    |          |
| ۵        | ایتالیا                          | ایتالیایی                               | ۱۹ ژوئن ۲۰۰۷    |          |
| ۶        | ژاپن                             | ژاپنی                                   | ۱۹ ژوئن ۲۰۰۷    |          |
| ۷        | هلند                             | داچ                                     | ۱۹ ژوئن ۲۰۰۷    |          |
| ۸        | لهستان                           | لهستانی                                 | ۱۹ ژوئن ۲۰۰۷    |          |
| ۹        | اسپانیا                          | اسپانیولی و کاتالان                     | ۱۹ ژوئن ۲۰۰۷    |          |
| ۱۰       | بریتانیا                         | انگلیسی (بریتانیایی)                    | ۱۹ ژوئن ۲۰۰۷    |          |
| ۱۱       | مکزیک                            | اسپانیولی                               | ۱۱ اکتبر ۲۰۰۷   |          |
| ۱۲       | هنگ کنگ                          | انگلیسی و چینی (سنتی)                   | ۱۷ اکتبر ۲۰۰۷   |          |
| ۱۳       | جمهوری چین                       | چینی سنتی                               | ۱۸ اکتبر ۲۰۰۷   |          |
| ۱۴       | استرالیا                         | انگلیسی (استرالیایی)                    | ۲۲ اکتبر ۲۰۰۷   |          |
| ۱۵       | نیوزیلند                         | انگلیسی (نیوزلندی)                      | ۲۲ اکتبر ۲۰۰۷   |          |
| ۱۶       | کانادا                           | انگلیسی (کانادایی) و فرانسوی (کانادایی) | ۶ نوامبر ۲۰۰۷   |          |
| ۱۷       | آلمان                            | آلمانی                                  | ۸ نوامبر ۲۰۰۷   |          |
| ۱۸       | روسیه                            | روسی                                    | ۱۳ نوامبر ۲۰۰۷  |          |
| ۱۹       | کره جنوبی                        | کره‌ای                                   | ۲۳ ژانویه ۲۰۰۸  |          |
| ۲۰       | اسرائیل                          | عبری                                    | ۱۶ سپتامبر ۲۰۰۸ |          |
| ۲۱       | هند                              | انگلیسی (هندی) و هندی                   | ۷ مه ۲۰۰۸       |          |
| ۲۲       | جمهوری چک                        | چکی                                     | ۹ اکتبر ۲۰۰۸    |          |
| ۲۳       | سوئد                             | سوئدی                                   | ۲۲ اکتبر ۲۰۰۸   |          |
| ۲۴       | آفریقای جنوبی                    | انگلیسی (آفریقای جنوبی)                 | ۷ مه ۲۰۱۰       |          |
| ۲۵       | آرژانتین                         | اسپانیولی (آرژانتینی)                   | ۸ سپتامبر ۲۰۱۰  |          |
| ۲۶       | الجزایر                          | عربی                                    | ۹ مارس ۲۰۱۱     |          |
| ۲۷       | مصر                              | عربی                                    | ۹ مارس ۲۰۱۱     |          |
| ۲۸       | عربستان سعودی                    | عربی                                    | ۹ مارس ۲۰۱۱     |          |
| ۲۹       | تونس                             | عربی                                    | ۹ مارس ۲۰۱۱     |          |
| ۳۰       | اردن                             | عربی                                    | ۹ مارس ۲۰۱۱     |          |
| ۳۱       | مراکش                            | عربی                                    | ۹ مارس ۲۰۱۱     |          |
| ۳۲       | یمن                              | عربی                                    | ۹ مارس ۲۰۱۱     |          |
| ۳۳       | کنیا                             | انگلیسی (کنیایی) و سواحیلی              | ۵ اکتبر ۲۰۱۱    |          |
| ۳۴       | فیلیپین                          | انگلیسی و فیلیپینی                      | ۱۳ اکتبر ۲۰۱۱   |          |
| ۳۵       | سنگاپور                          | انگلیسی سنگاپوری                        | ۲۰ اکتبر ۲۰۱۱   |          |
| ۳۶       | بلژیک                            | فرانسوی و هلندی                         | ۱۶ نوامبر ۲۰۱۱  |          |
| ۳۷       | کلمبیا                           | اسپانیولی (کلمبیایی)                    | ۳۰ نوامبر ۲۰۱۱  |          |
| ۳۸       | اوگاندا                          | انگلیسی (اوگاندایی)                     | ۲ دسامبر ۲۰۱۱   |          |
| ۳۹       | نیجریه                           | انگلیسی (نیجریه‌ای)                      | ۷ دسامبر ۲۰۱۱   |          |
| ۴۰       | شیلی                             | اسپانیولی (شیلی)                        | ۲۰ ژانویه ۲۰۱۲  |          |
| ۴۱       | مجارستان                         | مجارستانی                               | ۲۹ فوریه ۲۰۱۲   |          |
| ۴۱       | مالزی                            | انگلیسی (مالزیایی) و مالایا             | ۲۲ مارس ۲۰۱۲    |          |
| ۴۲       | پرو                              | اسپانیولی (پرویی)                       | ۲۵ مارس ۲۰۱۲    |          |
| ۴۳       | امارات متحده عربی                | عربی و انگلیسی (اماراتی)                | ۲۹ مارس ۲۰۱۲    |          |
| ۴۴       | اندونزی                          | انگلیسی (اندونزیایی) و اندونزیایی       | ۱۴ ژوئن ۲۰۱۲    |          |
| ۴۵       | غنا                              | عربی و انگلیسی (اماراتی)                | ۲۱ ژوئن ۲۰۱۲    |          |

## شوخی‌های آوریل
از سال ۲۰۰۸ تاکنون، یوتیوب در نخستین روز ماه آوریل با کاربران خود شوخی می‌کند:
- ۲۰۰۸: همهٔ لینک‌های ویدئویی که در صفحهٔ اصلی سایت بود، به موزیک‌ویدئوی «هرگز دست از تو برنخواهم داشت» از ریک استلی منتقل می‌شد.
- ۲۰۰۹: هنگام کلیک کردن روی یک ویدئو، صفحه وارونه می‌شد و یوتیوب ادعا کرده است که این یک طرح جدید بوده است.[۶۲]
- ۲۰۱۰: هنگام بازکردن ویدئوها، حروف به صورت رنگی و متنP به‌طور موقت روی ویدئو منتشر می‌شدند. یوتیوب در یک پیام مدعی شد که این کار به منظور کاهش هزینه‌های پهنای باند، یعنی ۱ دلار در ثانیه بوده است.
- ۲۰۱۱: هنگام بازکردن ویدئوها، طیف وسیعی از ویدئو قهوه‌ای می‌شد و ویدئوها را شبیه ویدئوهای قدیمی سال ۱۹۰۰ می‌کرد.[۶۳]
- ۲۰۱۲: با کلیک بر روی تصویر دی وی دی در کنار لوگوی وبگاه، یک ویدئو دربارهٔ یوتیوب باز می‌شد که با انتخاب یکی از آن‌ها، یوتیوب این ویدئو را سفارش می‌گرفت و بر روی دی وی دی می‌ریخت.[۶۴]
- ۲۰۱۳: یوتیوب اعلام کرد که به زودی تعطیل خواهد شد. همچنین هیئتی از داوران تا سال ۲۰۲۳ بهترین ویدئوی بارگذاری‌شده را انتخاب خواهند کرد.[۶۵]
- ۲۰۱۴: یوتیوب مسئولیت ساخت تمام ویدئوهای اینترنتی محبوب و داغ را بر عهده گرفت.
- ۲۰۱۵: هنگام نمایش ویدئو، دکمه‌ای نشان داده می‌شد که نمونه‌هایی از آهنگ "Sandstorm" توسط Dardude پخش می‌کرد. همچنین وقتی کاربر نام هر آهنگی را جستجو می‌کرد، پیامی نمایش داده می‌شد: "آیا منظورتان Sandstorm - Dardude" بود؟[۶۶]

## سانسورها و ممنوعیت‌ها

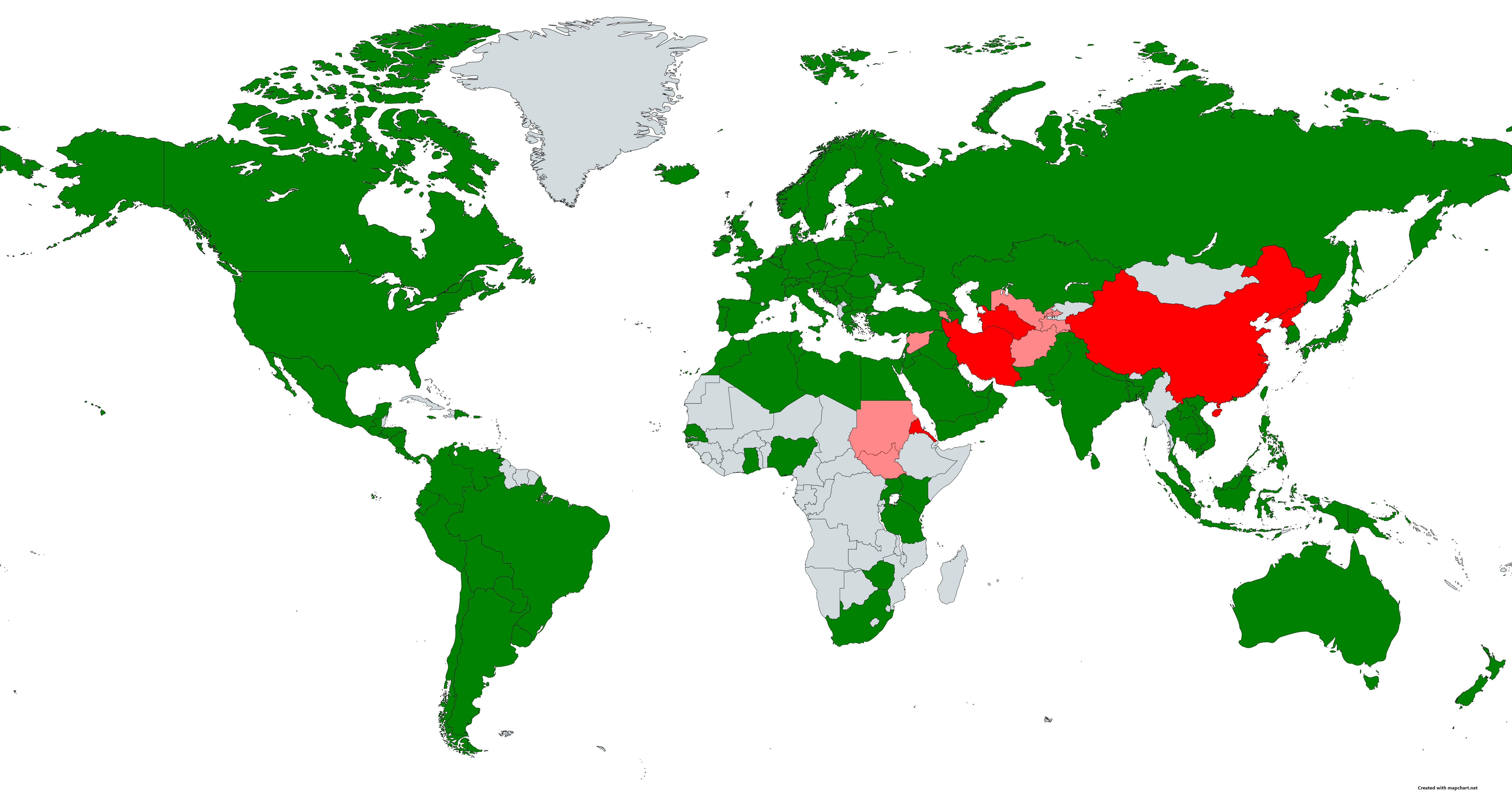
دسترسی به یوتیوب در کشورهای مختلف (ژانویه ۲۰۲۱)
در دسترس و دارای نسخه محلی
در دسترس
در حال حاضر مسدود
مسدود در گذشته

یوتیوب در چندین کشور به دلایل مختلف مسدود، سانسور یا فیلتر شده است. 

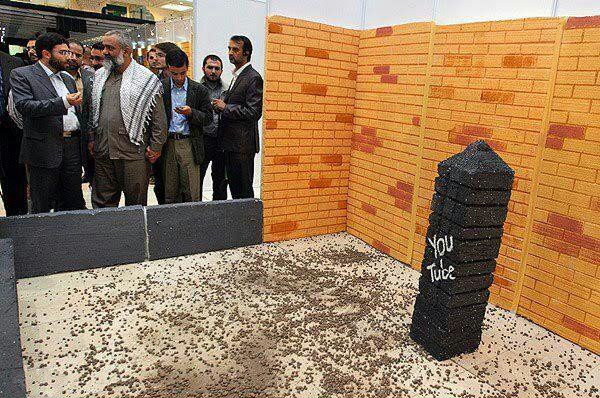
محمدرضا نقدی در غرفهٔ رمی جمرات یوتیوب

سطح دسترسی به یوتیوب در چندین کشور مسدود شده است:
- ایران: در ۳ دسامبر ۲۰۰۶، ایران به‌طور موقت سطح دسترسی به یوتیوب و چند وبگاه دیگر را مسدود کرد و گمان می‌رود این مسدود کردن به دلیل رسوایی جنسی زهرا امیر ابراهیمی باشد. پس از آن، این وبگاه در ایران مدتی رفع فیلتر شد؛ اما سرانجام به دلیل پخش ویدئوهای مربوط به اعتراضات مردم ایران به نتایج انتخابات ریاست جمهوری ۱۳۸۸ فیلتر شد و هم‌اکنون نیز فیلتر است.[۶۷] در فروردین ۱۴۰۰ از سوی یکی از مدیران شرکت شاتلا، ادعاهایی مبنی بر رفع فیلتر یوتیوب برای خبرنگاران، پزشکان، دانشجویان و حوزه‌های علمیه مطرح شد.[۶۸]اما با این وجود نه تنها این سرویس رفع فیلتر نشد بلکه به لیست سرویس‌های مسدود شده پر کاربر اضافه شد.
- چین: یوتیوب در چین مسدود شده است.[۶۹]
- مراکش: یوتیوب در مراکش در سال ۲۰۰۸ فیلتر شد.[۷۰]
- تایلند: یوتیوب در تایلند بین سال‌های ۲۰۰۶ و ۲۰۰۷ به دلیل آنچه پخش فیلمی توهین‌آمیز نسبت به شاه بهومیبول آدولیادج اعلام شده، مسدود شد.[۷۱][۷۲]
- ترکیه: دسترسی ترکیه به یوتیوب بین سال‌های ۲۰۰۸ و ۲۰۱۰، پس از جنجال بر سر فیلمی توهین‌آمیز نسبت به مصطفی کمال آتاترک مسدود شد. سرانجام یوتیوب در ترکیه در نوامبر ۲۰۱۰ رفع فیلتر شد.[۷۳][۷۴][۷۵] یک روز پس از مسدود کردن دسترسی مردم ترکیه به توئیتر، در ۱۴ مارس ۲۰۱۴، دولت ترکیه با مدیران یوتیوب تماس گرفت تا ویدئوهای مربوط به فساد مالی مقامات ترکیه حذف شود؛ اما مدیران یوتیوب زیر بار نرفته و حاضر نشدند ویدئوهای ضد دولتی را از روی سایت بردارند. به همین خاطر مقامات ترکیه‌ای تهدید کردند یوتیوب نیز مانند توییتر فیلتر خواهد شد.[۷۶] پس از گذشت دو هفته از فیلترینگ یوتیوب توسط دولت ترکیه، این سایت رفع فیلتر شد. دادگاه ترکیه ممنوعیت یوتیوب از سوی دولت ترکیه را نقض حقوق بشر دانست.[۷۷]
- پاکستان: در ۲۳ فوریه ۲۰۰۸، یوتیوب در پاکستان به دلیل توهین به دین اسلام، برای مثال نمایش کاریکاتورهای محمد در دانمارک، مسدود شد.[۷۸] اما پس از سه روز در ۲۶ فوریه ۲۰۰۸ در پاکستان رفع فیلتر شد.[۷۹] در مه ۲۰۱۰، پس از قرعه‌کشی در روز همگانی تصویر کشیدن از محمد، دوباره یوتیوب در پاکستان فیلتر شد.[۸۰]
- لیبی: در ۲۴ ژانویه ۲۰۱۰ سطح دسترسی لیبی به یوتیوب پس از پخش فیلم تظاهرات در شهر بنغازی و نشان دادن خانواده‌های بازداشت شدگانی که در زندان ابوسلیم در سال ۱۹۹۶ کشته شدند و نیز فیلم‌هایی از اعضای خانوادهٔ معمر قذافی، رهبر لیبی، مسدود شد.[۸۱]
- برزیل: در ۶ ژانویه ۲۰۰۷، سه روز پس از انتشار فیلمی از دانیلا چیکارلی، مجری شناختهٔ شده برزیلی و نامزد پیشین رونالدو فوتبالیست برزیلی، یوتیوب در برزیل فیلتر شد.[۸۲]
- امارات متحده عربی: از پخش یوتیوب در امارات متحده عربی جلوگیری شده است. این محدودیت‌ها را شرکت مخابرات امارات که ارائه دهندهٔ اینترنت است، به دلیل نقض مذهب، آداب و رسوم امارات انجام داده است.[۸۳]

## آمار و ارقام
- بر اساس واپسین رتبه‌بندی وبگاه الکسا اینترنت، یوتیوب دومین وبگاه پربازدید جهان پس از گوگل است.[۸۴]
- در هر روز حدود ۱۰۰ میلیون فیلم در یوتیوب بازدید می‌شود.[۸۵]
- در نوامبر ۲۰۲۰، نسخهٔ پینک‌فونگ ترانه «بچه کوسه» با بیش از ۷٫۰۴ میلیارد بازدید، به پربیننده‌ترین ویدئوی یوتیوب تبدیل شد.[۸۶][۸۷]

مجلهٔ وال استریت ژورنال در شهریور ۱۳۸۵ آمار و ارقامی از یوتیوب اعلام کرد:
- پیرترین کاربر یوتیوب یک مرد ۷۹ سالهٔ انگلیسی است که در مقابل رایانه‌اش می‌نشیند و از خاطرات جنگ جهانی دوم سخن می‌گوید.[۸۸]
- آقای کریستی لیج استوارت حدود ۲۰۰۰ ویدئو در یوتیوب بارگذاری کرده است (بیشترین مقدار).[۸۸]
- کل زمانی که مردم صرف تماشای یوتیوب کرده‌اند، برابر با ۹۳۰۵ سال خواهد بود.[۸۸]
- تخمین زده می‌شود تعداد ویدئوهای یوتیوب ۱۰۰ میلیون عدد باشد.[۸۸]
- هر روز ۶۵٬۰۰۰ ویدئو در یوتیوب بارگذاری می‌شوند.[۸۸]
- بنا بر آمار تا ماه نوامبر ۲۰۱۰، در هر ۶۰ ثانیه، ۱۳ ساعت فیلم در یوتیوب بارگذاری می‌شود.[۸۹]
- درآمد یوتیوب در هر روز حدود ۱ میلیون دلار است.[۸۸]

## تأثیر اجتماعی

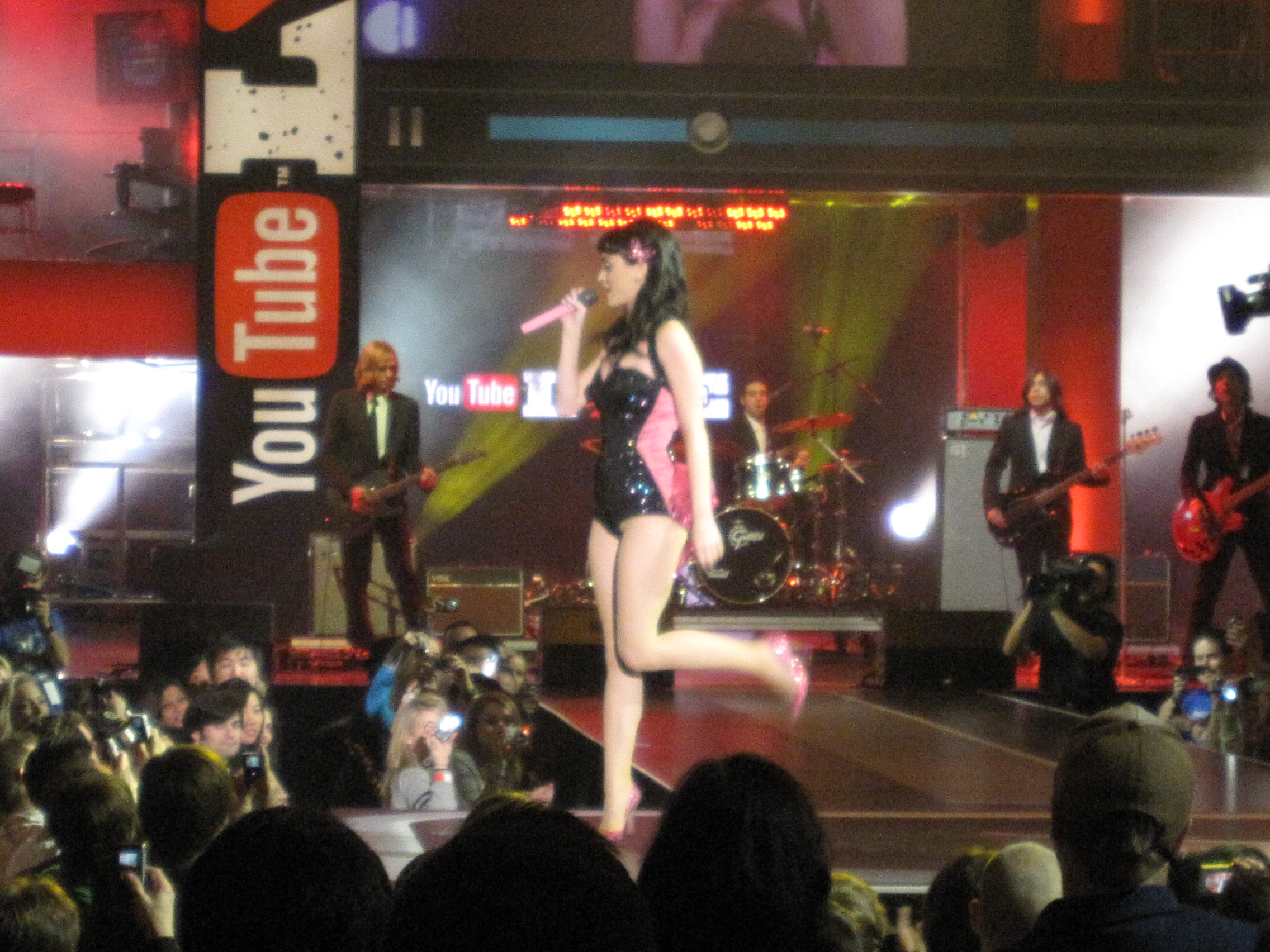
کیتی پری خواننده پاپ درحال اجرا در شو یوتیوب موزیک

در دسامبر ۲۰۰۶ مجلهٔ تایم نوشت: «یوتیوب برای یک گشت‌وگذار ویدئویی، همان چیزی است که یک مرکز خرید بزرگ وال‌مارت برای خرید کردن: همه چیز آن‌جاست، تنها کافی است از در وارد شوید.»
یک نمونه از تأثیرهای اجتماعی یوتیوب، موفقیت ویدئوی «عمو اتوبوس» در سال ۲۰۰۶ بوده است. این ویدئو گفتگوی گرمی بین جوانان و رانندهٔ مسن اتوبوسی را نشان می‌داد که به‌طور گسترده میان رسانه‌های جهان مورد بحث قرار گرفت. یکی دیگر از ویدئوهای محبوب یوتیوب، پوشش گسترده‌ای از گیتار بوده است که در آن عملکردهای گیتار توضیح داده شده‌بود؛ اما نام بازیگر مشخص نبود. پس از نظرات میلیون‌ها نفر، نیویورک تایمز هویت گیتاریست را کشف کرد. این گیتاریست یک جوان کره‌ای ۲۳ ساله به نام لیم جونگ هیون بوده است که این فیلم را در اتاقش گرفته است. این ویدئو از آن زمان به بعد حذف شد.
چارلی انگشت منو گاز گرفت، یکی از پرهوادارترین ویدئوهای یوتیوب بوده است که در ۲۲ مه ۲۰۰۷ بارگذاری شد. این ویدئو یکی از نخستین ویدئو یوتیوب با بیش از ۴۵۰ میلیون بازدید بوده است. از ویدئوهای محبوب دیگر یوتیوب می‌توان به ویدئوی ۲ برادر انگلیسی اشاره کرد که یک سال پیش از چارلی انگشت منو گاز گرفت، بارگذاری شده است. در فهرست ۵۰ ویدئوی فراگیر بزرگ در تمام دوران که توسط مجلهٔ تایم منتشر شد، چارلی انگشت منو گاز گرفت، رتبهٔ یک را در رتبه‌بندی به دست آورد.

## سیاست اجتماعی
یوتیوب دارای یک مجموعه از دستورالعمل‌های اجتماعی به منظور کاهش سوءاستفاده از ویژگی‌های وبگاه خود است. به‌طور کلی محتوای جنسی، سوءاستفاده از جانوران، فیلم‌های دارای شوک، حق تکثیر محتوای ارسالی بدون رضایت صاحب ویدئو، نفرت‌پراکنی، هرزنامه‌ها و رفتار غارتگری در یوتیوب ممنوع است.

### موارد حق تکثیر
هنگام بارگذاری ویدئو، یوتیوب صفحه‌ای با پیام زیر به کاربرانش نشان می‌دهد:
«Do not upload any TV shows, music videos, music concerts or advertisements without permission, unless they consist entirely of content that you created yourself»
که به معنای «برنامه‌های تلویزیونی، ویدئو موسیقی، کنسرت موسیقی یا تبلیغات، بدون اجازه بارگذاری نمی‌شود، مگر این که محتوای آن را خودتان به‌طور کامل ایجاد کرده باشید.»
علی‌رغم این توصیه، هنوز هم بسیاری از کلیپ‌های غیرمجاز حق تکثیر در یوتیوب وجود دارد. یوتیوب پیش از این که ویدئوها را به صورت آنلاین به وبگاه خود ارسال کند، آن‌ها را می‌بیند و اگر حق تکثیر نداشت، طبق شرایط حق تکثیر هزارهٔ دیجیتال، یک هشدار به کاربر می‌دهد. سه شکایت موفقیت‌آمیز برای نقض حقوق مؤلف ایجاد شده است و ویدئوهای غیرمجاز را حذف می‌کند.
سازمان‌هایی از جمله ویاکوم، مدیاست، و لیگ برتر فوتبال انگلستان پرونده‌هایی حقوقی علیه یوتیوب ایجاد کرده‌اند و در آن‌ها ادعا کرده‌اند که یوتیوب از بارگذاری ویدئوهای حق تکثیر چندان جلوگیری نمی‌کند. طی دادگاهی علیه یوتیوب، ویاکوم ۱ میلیارد دلار خسارت خواست و گفت: «بیش از ۱۵۰٬۰۰۰ کلیپ‌های ما به صورت غیرمجاز ۱٫۵ میلیارد بار تماشا شده‌اند.» یوتیوب در پاسخ به این بیان گفت: «فراتر از تعهدات قانونی این است که به صاحبان اصلی کلیپ‌ها کمک کنید تا آثار خود را حفظ کنند.» طی جنگ در دادگاه، ویاکوم حکم دادگاه را به‌دست‌آورد و ادعای بیش از ۱۲ ترابایت از اطلاعات جزئی‌اش بر روی وبگاه یوتیوب پذیرفته‌شد. این تصمیم توسط بنیاد مرز الکترونیکی، به نام دادگاه «شکست حریم خصوصی» مورد انتقاد قرار گرفت. در ژوئن ۲۰۱۰، در طرحی دادخواستی که ویاکوم برای گوگل به‌دلیل قضاوت نادرست قوانین ایالات متحدهٔ فدرال، قاضی لوئی استانتون اعلام کرد که گوگل توسط مقررات حق تکثیر هزارهٔ دیجیتال محافظت می‌شود. ویاکوم نیز قصد خود را برای تجدیدنظر این حکم اعلام کرد.
در تاریخ ۵ آوریل ۲۰۱۲، ایالات متحده دادگاهی برای تجدید نظر دوباره به راه انداخت و اجازه داد که طرح دادخواست ویاکوم در برابر گوگل شنیده شود.
در ماه اوت سال ۲۰۰۸، دادگاهی آمریکایی حکم داد که دارندگان حق تکثیر موسیقی بدون اجازه از سازندگان آن، حق بارگذاری موسیقی را ندارند. یکی از این ویدئو موسیقی‌ها که بدون اجازه بارگذاری شد، رقص یک پسر ۱۳ ماهه در خانه با ترانهٔ «اجازه هست بریم دیوانه» بود که درگیری‌هایی نیز داشت. طول این ویدئو ۲۹ ثانیه بوده است.
مت اسمیت، یک خوانندهٔ حرفه‌ای ال‌ال‌سی، برای استفادهٔ غیرقانونی از موسیقی‌هایش علیه یوتیوب شکایت کرد. او اظهار داشت که این اقدام هفت دلیل داشته است و چهار نفر از اعضای دادگاه به نظر اسمیت رأی دادند.
در آوریل ۲۰۱۲، دادگاهی در هامبورگ حکم داد که یوتیوب از بارگذاری ویدئوهای حق تکثیر جلوگیری نمی‌کند. سازمان حقوق جما نیز اعلام کرد که یوتیوب به اندازهٔ کافی از بارگذاری حق تکثیر موسیقی‌های آلمانی جلوگیری نمی‌کند. یوتیوب در پاسخ بیان کرد: «ما همچنان در حال یافتن راه حلی برای صدور مجوز موسیقی‌های آلمانی که آن‌ها را هنرمندان، آهنگ‌سازان، نویسندگان، ناشران و برچسب رکورد و هم چنین انجمن یوتیوب می‌سازند هستیم تا یوتیوب گسترده‌تر شود.

### سیستم تشخیص حق تکثیر

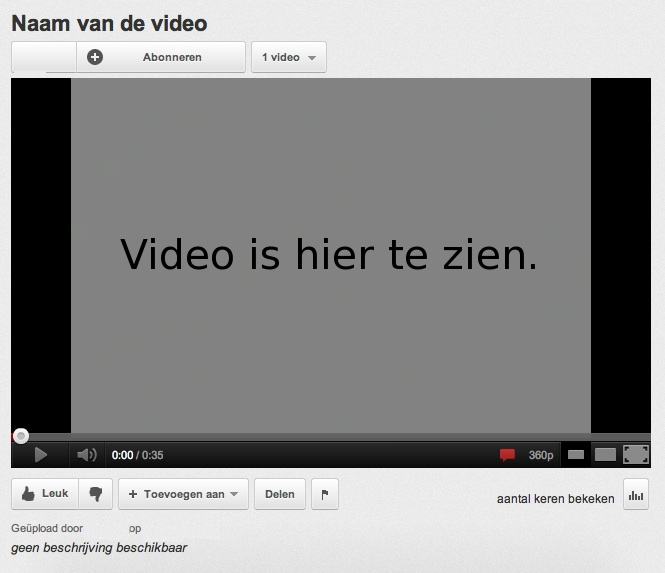
ویدئویی در حال آغاز اجراشدن بر روی یوتیوب

در ژوئن ۲۰۰۷، یوتیوب یک سیستم خودکار نقض ویدئوهای بارگذاری شدهٔ حق تکثیر به راه‌اندازی کرد. این سیستم توسط مدیر عامل شرکت گوگل، اریک اشمیت تأسیس شد که به عنوان لازمه‌ای برای حل و فصل این مسئله از جمله شرکت ویاکوم بود که مدعی شده‌بود یوتیوب سود این شرکت را به سرقت می‌برد. این سیستم رایانامه می‌سازد و با استفاده از آن، ویدئو را به پایگاه‌های یوتیوب می‌برد. پس از بارگذاری ویدئو، این پایگاه ویدئو را چک می‌کند و اگر فاقد حق تکثیر بود، بر روی وبگاه یوتیوب منتشر می‌کند. اگر ویدئو کپی‌رایت بود، یوتیوب آن را مسدود می‌کند. مطالب رایانامه یک سوم درآمد این شرکت را تأمین می‌کند.
طی آزمایشی در سال ۲۰۰۹، آهنگ‌های صوتی فیلم «شگفت‌انگیزی انعطاف‌پذیر است» به صورت کپی‌رایت در یوتیوب بارگذاری شد و ثابت‌شد که این سیستم امکان خطا نیز دارد. استفاده از این سیستم به‌طور خودکار کار می‌کند و در برخی موارد منجر به اختلاف می‌شود. اگر کاربر یوتیوب با این سیستم مخالف باشد، هنگام ثبت‌نام می‌تواند این ابزار را مخالف پر کند.

### محتوای جنجالی
یوتیوب به دلیل محتوای توهین‌آمیز در برخی از ویدئوهای خود، با انتقاد روبه‌رو شده است. بارگذاری ویدئوهای توهین‌آمیز، هرزه‌نگاری و موارد تشویق به اعمال جرم توسط یوتیوب ممنوع شده است. از مناطق بحث و جدل در یوتیوب می‌توان به انکار هولوکاست و طرفداران باشگاه فوتبال لیورپول اشاره کرد.
یوتیوب به کاربرانی تکیه می‌دهد که ویدئوهای نامناسب که باعث نقض شرایط وبگاه می‌شود را بارگذاری نکنند. در ژوئیه ۲۰۰۸، مجلس مردم بریتانیا اعلام کرد که یوتیوب باید ویدئوهای پلیسی را پیش از ارسال به وبگاه بررسی‌کند. یوتیوب در پاسخ بیان کرد:
| « | ما قوانین سختگیرانه‌ای برای ارسال ویدئوهای نامناسب ساخته‌ایم و برخی ویدئوها پیش از ارسال به وبگاه، بارها مورد بازبینی قرار می‌گیرند. جامعهٔ ما این قوانین را با پیوندهای درونی وبگاه به کاربران آموزش می‌دهد و کار آن‌ها را آسان‌تر می‌کند. با توجه به حجم ویدئوهای ارسالی به وبگاه یوتیوب، ما فکر می‌کنیم که دلیل اختلال در این سیستم ما، پایین‌آمدن سرعت آن با حجم بسیار ویدئوهای ارسالی و در نتیجه شکستن قوانین است. | » |

در اکتبر ۲۰۱۰، آنتونی وینر، نمایندهٔ ایالات متحده از یوتیوب درخواست کرد که تعداد بارگذاری ویدئوهایش را کم‌کند؛ اما یوتیوب این درخواست را رد کرد و گفت که این وبگاه میزبانی وب است و همه می‌توانند از آن استفاده کنند. نویل جونز، وزیر امنیت بریتانیا اظهار داشت: «این وبگاه با قاطعیت در کشور ما قتل را می‌آموزد و این کار برخلاف عموم است.» در نوامبر ۲۰۱۰، یوتیوب صدها فیلم خود را که مربوط به قتل و خون‌ریزی بود را حذف‌کرد. از ویدئوهای حذف‌شدهٔ این وبگاه می‌توان به فعالیت‌های خطرناک یا غیرقانونی از قبیل ساخت بمب و تحریک به ارتکاب اعمال خشونت‌آمیز و سازمان‌های خارجی تروریستی اشاره کرد. در دسامبر ۲۰۱۰، یوتیوب افزود: «ترویج تروریسم، یکی از دلایل ضعیف برای حذف ویدئوهای نامناسب است.»

### نظرات کاربران
گاه ویدئوهای یوتیوب سبب دفع کاربران می‌شود و این از جنبه‌های منفی یوتیوب به‌شمار می‌رود. در برخی از نظرات کاربران الفاظ بسیار نامناسبی به کار رفته است. گاردین در سال ۲۰۰۹ اعلام کرد:
| « | نوجوانی، پرخاشگری، اشتباه، آمیزش جنسی، و نوسانات خشم محتویات ویدئوهای یوتیوب هستند. نظرات کاربران یوتیوب سرچشمه‌ای از بحث و جدل کودکانه عاری از شرم است و باعث خندهٔ انسان می‌شود. | » |

در سپتامبر ۲۰۰۸، روزنامهٔ دیلی تلگراف اظهار داشت که یوتیوب بدنام است و نظرات کاربران آن تهاجمی‌ترین نظرات بر روی اینترنت است و بسیاری از این نظرات را بی‌ادبان و بی‌سوادان می‌نویسند.

## نمودارها

### یوتیوب برای سایر ملل
| منطقهٔ کشور | نشانی اینترنتی         | زبان      |
| استرالیا   | http://au.youtube.com/ | انگلیسی   |
| برزیل      | http://br.youtube.com/ | پرتقالی   |
| فرانسه     | http://fr.youtube.com/ | فرانسوی   |
| هنگ کنگ    | http://hk.youtube.com/ | چینی      |
| ایرلند     | http://ie.youtube.com/ | انگلیسی   |
| ایتالیا    | http://it.youtube.com/ | ایتالیایی |
| ژاپن       | http://jp.youtube.com/ | ژاپنی     |
| مکزیک      | http://mx.youtube.com/ | اسپانیولی |
| هلند       | http://nl.youtube.com/ | آلمانی    |
| نیوزیلند   | http://nz.youtube.com/ | انگلیسی   |
| لهستان     | http://pl.youtube.com/ | لهستانی   |
| اسپانیا    | http://es.youtube.com/ | اسپانیولی |
| تایوان     | http://tw.youtube.com/ | چینی      |
| بریتانیا   | http://uk.youtube.com/ | انگلیسی   |
| جهان       | http://youtube.com     | انگلیسی   |

### کشورهای بازدیدکننده
| شماره | کشور                | درصد  |
| ۱     | ایالات متحده آمریکا | ۲۰٫۴٪ |
| ۲     | هند                 | ۷٫۹٪  |
| ۳     | ژاپن                | ۴٫۴٪  |
| ۴     | برزیل               | ۴٫۰٪  |
| ۵     | آلمان               | ۳٫۸٪  |
| ۶     | روسیه               | ۳٫۴٪  |
| ۷     | بریتانیا            | ۳٫۳٪  |
| ۸     | ایتالیا             | ۳٫۱٪  |
| ۹     | مکزیک               | ۳٫۱٪  |
| ۱۰    | فرانسه              | ۲٫۸٪  |
| ۱۱    | اسپانیا             | ۲٫۴٪  |
| ۱۲    | کانادا              | ۲٫۳٪  |
| ۱۳    | اندونزی             | ۱٫۶٪  |
| ۱۴    | ترکیه               | ۱٫۵٪  |
| ۱۵    | عربستان سعودی       | ۱٫۴٪  |
| ۱۶    | لهستان              | ۱٫۳٪  |
| ۱۷    | استرالیا            | ۱٫۳٪  |
| ۱۸    | تایلند              | ۱٫۲٪  |
| ۱۹    | آرژانتین            | ۱٫۲٪  |
| ۲۰    | کره جنوبی           | ۱٫۲٪  |
| ۲۱    | مصر                 | ۱٫۱٪  |
| ۲۲    | هلند                | ۱٫۰٪  |
| ۲۳    | پاکستان             | ۱٫۰٪  |
| ۲۴    | کلمبیا              | ۰٫۹٪  |
| ۲۵    | مالزی               | ۰٫۹٪  |
| ۲۶    | تایوان              | ۰٫۹٪  |
| ۲۷    | ونزوئلا             | ۰٫۸٪  |
| ۲۸    | فیلیپین             | ۰٫۷٪  |
| ۲۹    | یونان               | ۰٫۷٪  |
| ۳۰    | الجزایر             | ۰٫۷٪  |
| ۳۱    | پرو                 | ۰٫۶٪  |
| ۳۲    | اوکراین             | ۰٫۶٪  |
| ۳۳    | ویتنام              | ۰٫۶٪  |
| ۳۴    | شیلی                | ۰٫۶٪  |
| ۳۵    | آفریقای جنوبی       | ۰٫۶٪  |
| ۳۶    | سوئد                | ۰٫۶٪  |
| ۳۷    | رومانی              | ۰٫۶٪  |
| ۳۸    | بلژیک               | ۰٫۶٪  |
| ۳۹    | پرتغال              | ۰٫۵٪  |
| ۴۰    | اتریش               | ۰٫۵٪  |

آمار بالا ارائه‌شده در الکسا اینترنت می‌باشد.